# Utricularia guyanensis
Utricularia guyanensis — вид рослин із родини пухирникових (Lentibulariaceae).

## Біоморфологічна характеристика
Це багаторічна наземна рослина. Листки шилоподібні, до 2 см у довжину й 0.3–0.4 мм ушир. Суцвіття в китицях завдовжки 5–30 см. Часточки чашечки нерівні, яйцеподібні, 2 мм завдовжки. Віночок завдовжки ≈ 5 мм, яскраво-жовтий. Плід — еліпсоїдна коробочка завдовжки 1.5 мм.

## Середовище проживання
Цей вид неоднорідно поширений по всій Центральній і північній Південній Америці (Беліз, Бразилія, Французька Гвіана, Гаяна, Гондурас, Нікарагуа, Пуерто-Рико, Суринам, Венесуела).
Зазвичай росте на суші у вологій савані; на висотах від 0 до 1100 метрів.

## Використання
Вид культивується невеликою кількістю ентузіастів роду. Торгівля незначна.